# Unterreute (Gestratz)
Unterreute (westallgäuerisch: Undərritə; früher auch Hasenreute) ist ein Gemeindeteil der Gemeinde Gestratz im bayerisch-schwäbischen Landkreis Lindau (Bodensee).

## Geographie
Der Weiler liegt circa zwei Kilometer nördlich des Hauptorts Gestratz und zählt zur Region Westallgäu. Nördlich des Orts verläuft die Ländergrenze zu Baden-Württemberg. Unmittelbar nördlich von Unterreute grenzt der Wohnplatz Osterwaldreute in der Gemeinde Argenbühl.

## Ortsname
Der Ortsname beschreibt mit dem Grundwort -reute eine Rodesiedlung und bedeutet daher unterhalb gelegene Rodesiedlung. Der Ortsname bezieht sich entweder auf den Personennamen Haso oder den Tiernamen.

## Geschichte
Unterreute wurde erstmals im Jahr 1818 als Teil des Gerichts Grünenbach urkundlich erwähnt. Ab 1885 wurde der Ort als Hasenreute im Ortsverzeichnis aufgeführt und ab 1887 wieder als Unterreute.